# SPIRIT (PAMELAH單曲)
《SPIRIT》是日本女子音樂組合PAMELAH的第7張單曲。1997年2月5日由日本古倫美亞發行。

## 概要
《SPIRIT》是朝日電視台電視動畫《靈異教師神眉》從第30話開始使用的後期片尾主題曲。該歌曲後來收錄在第3張同名專輯《SPIRIT》。也是PAMELAH的所有單曲中，創下最高銷售量及Oricon最高排名第15名的單曲。

## 收錄歌曲
所有歌曲由PAMELAH成員水原由貴作詞，小澤正澄作曲、編曲。
1. SPIRIT　
  - 朝日電視台電視動畫《靈異教師神眉》後期片尾主題曲
  - 另外，歌詞內容搭配動畫影片描寫作品角色雪姬的心境作為歌曲的主題[1]。
2. Baby come back to me！
3. SPIRIT（inst.）

## 來源
1. ↑  單行本《靈異教師神眉》第21冊，1997年9月，第197頁。

## 相關項目
- Being (公司)－舊名ZAIN RECORDS，現已併入Being。